# Tosse Bark
Tore (Tosse) Gunnar Bark, född  30 januari 1923 i Eskilstuna, död 6 september 1995 i Skärholmens församling i Stockholm, var en svensk kompositör, musiker, sångare och skådespelare.

## Biografi
Bark växte upp på Söder i Stockholm. Han upptäcktes av Lill-Arne Söderberg och fick anställning som gitarrist i södergruppen Vårat gäng som skulle ut på turné. Han spelade med Vårat gäng fram till 1945 då han gjorde värnplikten. År 1954–1964 var han medlem i sånggruppen Flickery Flies. År 1959 skrev han kontrakt med skivbolaget Electra och inledde en solokarriär som sångare. Han gav ut ett tiotal singlar och EP-skivor, bland annat singeln "Långt bort i Minnesota" (original: The Battle of New Orleans) med Mats Olssons orkester. 
År 1970 trappade Bark ner på artistkarriären och började arbeta på Sveriges Radios underhållningsavdelning. Han återkom till scenen när Vårat gäng gjorde comeback på Södran 1983. En vecka efter sitt sista uppträdande i Stockholm tillsammans med Martin Ljung avled Bark av en hjärtinfarkt på Gripsholms golfbana i september 1995.
Tosse Bark är begravd på Katarina kyrkogård i Stockholm.

## Filmografi
- 1941 – Gatans serenad
- 1942 – Vårat gäng
- 1954 – I rök och dans
- 1956 – Ratataa
- 1957 – Kortknäpp
- 1961 – Svenska Floyd

## Teater

### Roller
| År   | Roll                                                                           | Produktion                                                                            | Regi               | Teater             |
| ---- | ------------------------------------------------------------------------------ | ------------------------------------------------------------------------------------- | ------------------ | ------------------ |
| 1954 | Medverkande                                                                    | Knäppupp II - Denna sida upp, revy Povel Ramel och Yngve Gamlin                       | Per-Martin Hamberg | Idéonteatern       |
| 1956 | Medverkande                                                                    | Knäppupp III - Tillstymmelser, revy Povel Ramel                                       | Per-Martin Hamberg | Idéonteatern       |
| 1957 | Medverkande                                                                    | Kråkslottet, revy Karl Gerhard                                                        | Hasse Ekman        | Idéonteatern       |
| 1958 | Greg Johnston Claes Casper Curant d.y. på Slanthamra Vanliga Valle Gränsvakten | Funny Boy, revy Hasse Ekman och Povel Ramel                                           | Hasse Ekman        | Idéonteatern       |
| 1961 | Medverkande                                                                    | I hatt och strumpa, revy Hans Alfredson, Tage Danielsson, Owe Thörnqvist, Povel Ramel | Mille Schmidt      | Idéonteatern       |
| 1962 | Medverkande                                                                    | Dax igen Povel Ramel                                                                  | Herman Ahlsell     | Idéonteatern Turné |
| 1971 |                                                                                | Upp i smöret Terence Frisby                                                           | Isa Quensel        | Intiman            |